# 27 augusti
27 augusti är den 239:e dagen på året i den gregorianska kalendern (240:e under skottår). Det återstår 126 dagar av året.

## Återkommande bemärkelsedagar

### Nationaldagar
- Moldaviens nationaldag

## Namnsdagar

### I den svenska almanackan
- Nuvarande – Rolf och Raoul
- Föregående i bokstavsordning
  - Raoul – Namnet infördes på dagens datum 1986. 1993 utgick det, men återinfördes 2001 på dagens datum.
  - Rasmus – Namnet infördes på dagens datum 1986, men flyttades 1993 till 20 februari och 2001 till 26 oktober.
  - Rolf – Namnet infördes på dagens datum 1901 och har funnits där sedan dess.
  - Rudolf – Namnet förekom under 1600-talet på 17 april, men utgick sedan. 1901 infördes det på 27 mars och fanns där fram till 1993, då det flyttades till dagens datum, för att 2001 återföras till 27 mars.
  - Rufus – Namnet fanns, till minne av en martyr, på dagens datum före 1901, då det utgick.
- Föregående i kronologisk ordning
  - Före 1901 – Rufus
  - 1901–1985 – Rolf
  - 1986–1992 – Rolf, Raoul och Rasmus
  - 1993–2000 – Rolf och Rudolf
  - Från 2001 – Rolf och Raoul
- Källor
  - Brylla, Eva (red.). Namnlängdsboken. Gjøvik: Norstedts ordbok, 2000 ISBN 91-7227-204-X
  - af Klintberg, Bengt. Namnen i almanackan. Gjøvik: Norstedts ordbok, 2001 ISBN 91-7227-292-9

### Finlandssvenska almanackan
- Nuvarande från 2025[1] – Ralf, Rufus, Raul
- I föregående revideringar[a][2]
  - 1929–1999 – Ralf
  - 2000–2004 – Ralf, Rufus
  - 2005–2024 – Ralf, Raul, Rufus

## Händelser
- 479 f.Kr.
  - Genom det avgörande slaget vid Plataiai i Boiotien avbryts den persiska invasionen av Grekland, när den persiske generalen Mardonios besegras av grekerna under den förre spartanske kungen Leonidas I:s brorson Pausanias befäl. Den atenska arméavdelningen leds av den återtagne Aristides. Mardonios stupar under slaget och grekerna tar mycket byte. Thebe erövras strax därefter, varvid Pausanias låter avrätta stadens kollaboratörer.
  - Perserna besegras till sjöss av en grekisk flotta under Leotychidas från Sparta och Xanthippos från Aten i slaget vid Mykale utanför Lydiens kust vid Mindre Asien.
- 55 f.Kr. – Julius Caesar landstiger i England för första gången.
- 1634 – Slaget vid Nördlingen.
- 1689 – Kina och Ryssland sluter fördraget i Nertjinsk.
- 1772 – Tortyren avskaffas i Sverige, genom ett kungligt brev av Gustav III.
- 1828 – Brasilien erkänner Uruguay genom fördraget i Montevideo.[3]
- 1859 – Världens första oljekälla borras i Titusville, Pennsylvania, USA av Edwin Drake.
- 1881 – Orkanen Georgia gör landfall nära Savannah, Georgia, vilket resulterar i beräknade 700 dödsfall.
- 1883 – Ön Krakatau får fyra våldsamma vulkanutbrott och kraftiga tsunamier.
- 1896 – Världens kortaste krig utkämpas mellan Zanzibar och Storbritannien, som avgår med segern efter 38 minuter.
- 1922 – Folkomröstningen om rusdrycksförbud i Sverige 1922 genomförs.
- 1926 – Internationella kvinnospelen 1926 (den andra Damolympiaden) inleds på Slottsskogsvallen i Göteborg
- 1928 – Briand–Kellogg-pakten, internationell icke-angreppspakt undertecknas.
- 1979 – Irländska Republikanska Armén genomför sitt mest lyckade överfall på Storbritanniens armé då 18 soldater dör i Warrenpointmassakern.
- 1991 – Sverige och Europeiska unionen erkänner de baltiska staternas självständighet.
- 2006 – Comair Flight 5191 havererar i en skog, av de 50 ombord överlever 1 person men hans tillstånd är kritiskt, 49 omkommer.

## Födda
- 1545 – Alessandro Farnese, hertig av Parma och Piacenza, guvernör i Spanska Nederländerna, fältherre.
- 1770 – Friedrich Hegel, tysk filosof.
- 1776 – Barthold Georg Niebuhr, dansk-tysk historiker och statsman.
- 1797 – Henrik Hertz, dansk diktare och dramatiker.
- 1809 – Hannibal Hamlin, amerikansk politiker, vicepresident 1861–1865.
- 1822 – William Hayden English, amerikansk politiker.
- 1860 – Carl Anton Larsen, norsk sjökapten, valfångare och upptäcktsresande.
- 1865 – Charles Dawes, amerikansk bankman och politiker, vicepresident 1925–1929, mottagare av Nobels fredspris 1925.
- 1870 – Peter Norbeck, amerikansk republikansk politiker, senator (South Dakota) 1921–1936.
- 1874 – Carl Bosch,  tysk kemist, ingenjör och företagsledare, mottagare av Nobelpriset i kemi 1931.
- 1879 – Otis F. Glenn, amerikansk republikansk politiker, senator (Illinois) 1928–1933.
- 1882 – Samuel Goldwyn, amerikansk filmproducent.
- 1884 – Vincent Auriol, fransk politiker, tillförordnad ordförande i Frankrikes provisoriska regering 28 november–16 december 1946, Frankrikes president 1947–1954.
- 1887 – James Finlayson, skotsk-amerikansk filmkomiker, ofta i Helan och Halvan-filmer.
- 1888 – Eric Ericson, svensk kommunalborgmästare och socialdemokratisk riksdagspolitiker.
- 1889 – Gregor Paulsson, svensk konsthistoriker och professor.
- 1890 – Man Ray, amerikansk dadaistisk fotograf och filmregissör.
- 1896 – Kenji Miyazawa, japansk poet och författare.
- 1898 – Per Björkman, svensk skådespelare.
- 1901 – Ivar Wahlgren, svensk skådespelare och sångare.
- 1906
  - Signhild Björkman, svensk skådespelare.
  - Ed Gein, amerikansk seriemördare.
- 1908
  - Lyndon B. Johnson, amerikansk politiker, USA:s vicepresident 1961–1963, president 1963–1969.
  - Kurt Wegner, tysk konstnär, bosatt och verksam i Sverige 1938–1985.
  - Sulamith Messerer, rysk ballerina.
- 1915
  - Nils Ekman, svensk skådespelare.
  - Norman F. Ramsey, amerikansk fysiker, mottagare av Nobelpriset i fysik 1989.
- 1916 – Ingvar Hellberg, svensk kompositör och textförfattare.
- 1918 – Patience Latting, amerikansk demokratisk politiker, borgmästare i Oklahoma City 1971–1983.
- 1922 – Sosuke Uno, japansk politiker, premiärminister juni–augusti 1989.
- 1928 – Osamu Shimomura, japansk kemist, mottagare av Nobelpriset i kemi 2008.
- 1929 – Ira Levin, amerikansk thrillerförfattare.
- 1931 – Sven Tumba, ishockey- och fotbollsspelare, golfare.
- 1932
  - François Bronett, svensk cirkusdirektör.
  - Dan Isacson, svensk akademisk ledare.
- 1933 – Kerstin Ekman, författare. Ledamot av Svenska Akademien 1978. Hon deltar dock inte i akademiens arbete sedan 1989. Hon beviljades utträde ur akademien 2018.
- 1938 – Östen Mäkitalo, svensk ingenjör, ”mobiltelefonins fader”.
- 1941 – Anders Linder, svensk skådespelare och jazzmusiker.
- 1942
  - Marion Berry, amerikansk demokratisk politiker.
  - Örjan Persson, svensk fotbollsspelare.
- 1943
  - Bob Kerrey, amerikansk demokratisk politiker, guvernör i Nebraska 1983–1987, senator 1989–2001.
  - Tuesday Weld, amerikansk skådespelare.
- 1945 – Marianne Sägebrecht, tysk skådespelare.
- 1947
  - Solveig Andersson-Carlsson, svensk skådespelare.
  - Harry Reems, amerikansk porrskådespelare.
- 1952 – Pee-Wee Herman (Paul Reubens), amerikansk skådespelare och komiker.
- 1953 – Peter Stormare, svensk skådespelare.
- 1957 – Bernhard Langer, tysk golfspelare.
- 1958
  - Sergej Krikaljov, sovjetisk/rysk kosmonaut.
  - Stalking Cat, amerikan som är känd för sina kroppsmodifikationer.
- 1959 – Gerhard Berger, österrikisk racerförare.
- 1962 – Lotten Strömstedt, svensk journalist, författare, röstskådespelare, kompositör och sångtextförfattare.
- 1965 – E-Type, svensk sångare och låtskrivare.
- 1972 – Jimmy Pop Ali, amerikansk sångare och låtskrivare.
- 1973
  - Dietmar Hamann, tysk fotbollsspelare.
  - Johan Norberg, svensk författare och idéhistoriker.
- 1976
  - Sarah Chalke, kanadensisk skådespelare.
  - Mark Webber, australisk racerförare.
- 1977 – Deco, portugisisk fotbollsspelare.
- 1992
  - Daniel Ståhl, svensk friidrottare. OS-guld 2020, VM-guld 2019, 2023, Svenska Dagbladets guldmedalj 2023
  - Petter Granberg, svensk ishockeyspelare.
- 1993 – Fredrik Händemark, svensk ishockeyspelare.
- 1994 – Breanna Stewart, amerikansk basketspelare.

## Avlidna
- 479 f.Kr. – Mardonios, persisk befälhavare under slaget vid Plataiai (stupad).
- 827 – Eugenius II, påve sedan 824.
- 1146 – Erik Lamm, kung av Danmark 1137–1146.
- 1521 – Josquin Desprez, fransk kompositör.
- 1576 – Tizian, italiensk målare.
- 1590 – Sixtus V, född Felice Peretti, påve sedan 1585.
- 1618 – Albrekt Fredrik av Preussen, hertig av Preussen 1568–1618.
- 1627 – Francesco Maria del Monte, italiensk kardinal, diplomat och konstmecenat.
- 1635 – Lope de Vega, spansk dramatiker och poet.
- 1664 – Francisco de Zurbarán, spansk konstnär.
- 1786 – Carl Fredrik Scheffer, greve, diplomat, politiker och författare. Ledamot av Svenska Akademien från grundandet 1786.
- 1811 – Johan Fredrik Lilliehorn, 66, svensk överstelöjtnant och landshövding i Västmanlands län.
- 1840 – Herman Wedel-Jarlsberg, norsk greve och statsman.
- 1855 – Hans Olov Holmström, svensk ärkebiskop sedan 1852.
- 1866 – John Motley Morehead, amerikansk politiker, guvernör i North Carolina 1841–1845.
- 1868
  - Franz Xaver Schnyder von Wartensee, schweizisk tonsättare och skriftställare.
  - David Lowry Swain, amerikansk politiker, guvernör i North Carolina 1832–1835.
- 1887 – Wilhelm Volckmar, tysk organist och tonsättare.
- 1891 – Samuel C. Pomeroy, amerikansk republikansk politiker, senator (Kansas) 1861–1873.
- 1914 – Eugen von Böhm-Bawerk, österrikisk nationalekonom.
- 1917 – Theodor Kocher, 76, schweizisk kirurg, mottagare av Nobelpriset i fysiologi eller medicin 1909.
- 1958 – Ernest Lawrence, 57, amerikansk fysiker, mottagare av Nobelpriset i fysik 1939.
- 1964 – Gracie Allen, amerikansk komiker och skådespelare.
- 1965 – Le Corbusier, pseudonym för Charles-Édouard Jeanneret, fransk/schweizisk arkitekt, konstnär och författare.
- 1969 – Erika Mann, tysk skådespelare, journalist och författare.
- 1974 – Otto Strasser, tysk nazistisk politiker.
- 1975 – Haile Selassie, Etiopiens kejsare 1930–1936 och 1941–1974.
- 1979 – Louis Mountbatten, brittisk amiral. (Mördad)
- 1980 – Carl von Haartman, finländsk militär, diplomat och affärsman.
- 1981 – Valerij Charlamov, sovjetisk ishockeyspelare.
- 1985 – John Albrechtsson, 49, seglare, OS-guld 1976.
- 1990
  - Tyra Ryman, svensk skådespelare.
  - Stevie Ray Vaughan, 35, amerikansk bluesgitarrist.
- 1997 – Johannes Edfelt, författare, poet, översättare och litteraturkritiker. Ledamot av Svenska Akademien sedan 1969.
- 1999 – Hélder Câmara, romersk-katolsk ärkebiskop.
- 2001 – Abu Ali Mustafa, palestinsk motståndsledare.
- 2003 – William J. Scherle, amerikansk republikansk politiker, kongressledamot 1967–1975.
- 2008 – Lennart Swahn, svensk programledare.
- 2011 – Eve Brent, 82, amerikansk skådespelare.
- 2012
  - Malcolm Browne, 81, amerikansk journalist och fotograf.
  - Stig Lindmark, 76, svensk travtränare och kusk.
- 2014 – Jacques Friedel, 93, fransk fysiker.
- 2021 – Edmond H. Fischer, 101, amerikansk biokemist, mottagare av Nobelpriset i fysiologi eller medicin 1992.

### Fotnoter
1. ↑  ”Universitetets namnsdagsalmanacka - Universitetets almanacksbyrå”. almanakka.helsinki.fi. Helsingfors universitet. https://almanakka.helsinki.fi/sv/kalender-2025/. Läst 22 februari 2025.
2. ↑  ”Namnsdagsrevideringar - Universitetets almanacksbyrå”. almanakka.helsinki.fi. Helsingfors universitet. https://almanakka.helsinki.fi/sv/namnsdagar/namnsdagsrevideringar.html. Läst 3 oktober 2020.
3. ↑  ”Uruguay” (på engelska). World Statesmen. http://www.worldstatesmen.org/Uruguay.html. Läst 22 september 2012.